# 織田泉之
織田 泉之（おだ いずみ）は、江戸時代後期（幕末）の旗本、大目付。官位は従五位下・和泉守。

## 略歴

### 維新前
旗本織田信昌の子として誕生した。初名は信重。通称は市蔵。嘉永5年（1852年）11月25日、兄・権十郎の養子となる。
嘉永6年（1853年）3月27日、権十郎の隠居により家督を相続する。小普請に所属する。嘉永7年（1854年）4月20日小姓組に加えられる。外国御用出役を兼ねる。文久3年（1863年）4月22日西丸留守居に転じる。外国御用出役頭取取締を兼ねる。同年7月15日徒頭過人となる。外国御用出役頭取取締を兼ねる。元治元年（1864年）5月10日同役と共に別手組200人を率いて上洛し、御所を守備することを命じられる。同年7月21日目付介に転じる。同年12月23日天狗党の乱の終結に伴い、出兵していた諸藩に撤兵を命じる。
慶応元年（1865年）5月7日目付となる。同年7月13日佐渡および箱館へ派遣される。慶応2年（1866年）5月14日老中の指示を待たず、小出秀実と共に箱館を去り、江戸に向かった。同年6月幕府にロシアとの外交関係に関する上申書を提出した。ロシアとの領土問題に関し、場合によっては北蝦夷地を放棄し、千島列島と交換することを提言していた。同年6月22日将軍や老中の滞在する大坂に向かうことを指示される。同年7月28日小出と共にロシア派遣の内命を受ける。同年8月4日京都を出発し、8月17日江戸に到着した。同年8月18日正式にロシア派遣の指示が下る。ただし、後に石川利政に変更された。慶応3年（1867年）6月24日勘定奉行並となる。それに伴って従五位下・和泉守に叙任する。同年9月6日勘定奉行兼箱館奉行になる。慶応4年（1868年）2月12日大目付に就任する。

### 維新後
明治維新後は徳川宗家を相続した徳川家達に従い、駿府に移住した。慶応4年（1868年）静岡藩の中老に任命された。明治2年（1869年）静岡藩の職制再編に伴い、郡政掛権大参事に転じる。明治2年7月8日（1869年8月15日）新政府は「百官受領」を廃止すると布告した。しかし、自分の官名に愛着を感じていた信重は本名を官名と音が同じ泉之（いずみ）に改名した（同様の改名の例に勝海舟がある）。明治4年（1871年）11月、浜松県に出仕（七等出仕）する。明治5年（1872年）1月、八代県権参事に就任する。同年2月、大蔵省に出仕（七等出仕）する。この頃までに名前を「泉之」から「信重」へ改めている。同年2月、免職となる。明治7年（1874年）7月、東京府庶務本課病院掛として雇われる。雇用に関する書類に「織田信義父隠居信重」とあり、この頃までに信重は隠居し、息子・信義に家督を譲っていた。なお、息子信義は幕末期に横浜仏語伝習所に学び、明治32年（1899年）6月に『和仏字書』（共編）を出版している。明治8年（1875年）10月、府下病院雇となる。明治22年（1889年）6月10日、静岡の徳川慶喜を訪れており、生存を確認できる。